# بیلی هنکس
بیلی نوئل هنکس ویدمن (زاده ۶ فوریه ۱۹۸۸ بیلی نوئل هنکس) یک خواننده، هنرپیشه و رقصنده آمریکایی است او در تئاتر برادوی به عنوان ال وودز در Legally Blonde: The Musical در سال ۲۰۰۸ اجرا کرد
هنکس در ۶ فوریه ۱۹۸۸ در اندرسون، کارولینای جنوبی، از خانواده برد و انجی هنکس به دنیا آمد. او یک خواهر بزرگتر به نام بروک و یک خواهر کوچکتر به نام بردلی دارد.
هنکس در دبیرستان Westside در اندرسون تحصیل کرد. او در سال ۲۰۰۶ به دبیرستان پندلتون منتقل شد و از آن فارغ‌التحصیل شد. همچنین او در کالج فنی تری-کانتی در پندلتون، کارولینای جنوبی و همچنین دانشگاه کارولینای ساحلی تحصیل کرد ولی فارغ‌التحصیل نشد.
هنکس در سال ۲۰۰۰ در ۱۲ سالگی سرود ملی بیل کلینتون را اجرا کرد. او در سال ۲۰۰۵ به عنوان خانم لیبرتی نوجوان انتخاب شد و در مسابقه نوجوانان خانم SC شرکت کرد.